# 《a》symmetry アシンメトリー
『《a》symmetry アシンメトリー』は、2008年公開の日本映画である。

## ストーリー
フリーライターとして働く雨宮北斗（和田正人）は、プロカメラマンとして世界を旅する夢を持ちながらも、真っ直ぐな気性が災いして、失敗続きの毎日を送っていた。そんなある日、入院している彼女・竹内真由（佐津川愛美）を見舞うため病院を訪れた北斗は、真由から担当医として、高校の同級生だった巽慎一郎（荒木宏文）を紹介される。偶然にして突然の再会に驚きながらも、素直に喜べない二人。高校時代、二人は誰よりも身近に信頼し合う存在だった。学校の屋上はその関係を実感できる場所であり、いつもそこで夢や将来を語り合っていた。医者の父を持つ慎一郎は、親に決められたレールに反発しながらも歩くしかない自分に対し、屋上から見える空のように広く、でもしっかりと夢にむかって真っ直ぐに生きている北斗に、いつしか憧れていた。二人は高校生活の思い出に写真コンテストに出品しようと、お互い刺激しあいながらもそれぞれの個性で写真を撮っていたが、コンテストに北斗が入賞したことによって二人の距離は微妙に離れていった。そしてある事件をキッカケに慎一郎は大切なカメラを投げ捨て海外に留学してしまい、二人は別々の人生を歩むはずだった…。

## キャスト
- 雨宮北斗：和田正人
- 巽慎一郎：荒木宏文
- 竹内真由：佐津川愛美
- 金井勇太
- 工藤潤矢
- 佐伯新
- 神谷美花
- 佐藤二朗
- 志賀廣太郎

## スタッフ
- 監督：佐藤徹也
- 脚本：関えり香
- エグゼクティブプロデューサー：安西崇／伊藤明博
- プロデューサー：瀬名拓哉／倉田麻由／赤羽智比呂
- 撮影：坂本将俊
- 編集：鎌田将孝
- 音楽：INORAN
- 照明：笹川満
- 録音：重松健太郎
- 製作：竹書房、日本出版販売
- 上映時間：83分